# ماري لوجن ريديدك
كانت ماري لوغان ريديك (بالإنجليزية: Mary Logan Reddick)‏ (31 ديسمبر 1914 - 1 أكتوبر 1966) عالمة أمراض الأعصاب التي حصلت على درجة الدكتوراه من كلية رادكليف، جامعة هارفارد في عام 1944. كانت كبير استاذه، بداية في كلية مورهاوس، ثم في جامعة أتلانتا من عام 1953 حتى وفاتها. كانت نظرية الدكتوراه الخاصة بها على دراسة أجنة الكتاكيت،  واستمرت في إجراء بحث باستخدام الفحص المجهري بفاصل زمني (الذي كان يسمى بعد ذلك التصوير المجهري للصور المتحركة) في مزارع الأنسجة.
في عام 1952، حصل ريديك على زمالة علوم فورد للدراسة بجامعة كامبريدج. ربما كانت ريديك أول عالم أمريكي من أصل أفريقي تحصل على هذه الزمالة للدراسة في الخارج، وكانت أول معلمة بعلم الأحياء في كلية مورهاوس. 

## النشأة والتعليم
ولدت ماري لوغان في أتلانتا، جورجيا عام 1914.  تخرجت من مدرسة المختبر الثانوية وبدأت في علم الأحياء في كلية سبيلمان عام 1929 في سن الخامسة عشرة.  وهي كلية نسائية انتساب، تابعة لجامعة أتلانتا وكلية مورهاوس. مكنها هذا الانتساب من الدراسة مع عالم أمريكي من أصل أفريقي في مورهاوس، صموئيل ميلتون نابريت. كانت هيئة التدريس العليا في Spelman كلاهما عالما بيولوجيا من الإناث.
عملت Reddick كمساعدة مختبرية أثناء الدراسة للحصول على بكالوريوس العلوم في Spelman ، ولمدة أربع سنوات بعد ذلك.  حصلت على درجة البكالوريوس عام 1935. 
في عام 1937، حصلت على زمالة مجلس التعليم العام لمؤسسة روكفلر، مما مكنها من الحصول على درجة الماجستير في العلوم من جامعة أتلانتا، مع افتراض نظرية انفجار الأجن.

## التعليم المهني والدراسات العليا
بعد حصولها على الماجستير، بدأت ريديك بتدريس علم الأحياء بسبيلمان عام 1937.  أصبحت أول معلمة أحياء بكلية مورهاوس عام 1939.
في عام 1942، حصل ريديك على زمالة ثانيه تعليم روكفلر من كلية رادكليف، تنسيق النساء لجامعة هارفارد في كلية ذلك الوقت.  درس ريديك تقنيات زرع الأنسجة وتمايز الخلايا العصبية في أجنة الكتاكيت هناك لمدة سنتين، وحصل على درجة الماجستير الثانية في علم الأحياء عام 1943 وحصل على درجة الدكتوراه في عام 1944.  كانت أطروحة الدكتوراه بعنوان التفريق بين النخاع الفرخ الجنيني في الطعوم المشيمية. تم انتخابها في جمعيات الشرف Phi Beta Kappa وSigma Xi . جيرالدين بيتمان وودز كانت زميلة في الفصل. كان ريديك العضو العاشر في كلية مورهاوس للحصول على الدكتوراه.
عادت ريديك إلى مورهاوس، وأصبحت أول أنثى تعمل كرئيس لقسم علم الأحياء، تمت ترقيتها لاحقًا إلى كبير أستاذه. 
في عام 1952، ربما كانت ريديك أول امرأة أمريكية أفريقية تحصل على زمالة علمية من مؤسسة فورد للدراسة في الخارج، حيث تدرس علم الأجنة في كلية علم التشريح في جامعة كامبريدج. عادت إلى الولايات المتحدة في عام 1953، وانضمت إلى أعضاء هيئة التدريس في جامعة أتلانتا، برتبة كبير الأستاذ ورئيس قسم الأحياء.  خلال الخمسينات والستينات، أشرفت على بحث أكثر من 20 طالبًا، بما في ذلك لوثر ويليامز. كما حصلت على منحة بحثية من مؤسسة العلوم الوطنية. شغلت منصب الأستاذ هناك حتى وفاتها عن عمر 51 عام 1966.

## البحث الجنيني
بدأت Reddick دراسات تكوين الأجنة باستخدام جنين الدجاج النامي، وتحديداً White Leghorns و Rhode Island Reds .  كان السؤال الأكبر تناولت ما كانت إمكانيات تنموية أجزاء من الفرخ أوائل الأريمة، عندما زرعها في غشاء مشيمائي من فرخ في مرحلة لاحقة من التطور، في «القص واللصق» التجارب. دعمت تجارب «القص واللصق» هذه الفرضية القائلة بأن العقدة ضرورية وكافية لتحديد تمايز العديد من مشتقات الأديم الظاهر والأديم المتوسط والأديم الباطن، ولكن ليس كلها. على سبيل المثال، حدثت أي حالات لتطور أنسجة الكبد لاحظتها فقط حيث كانت هناك أنسجة قلب قريبة.
بالنسبة لأعمال أطروحتها في رادكليف، درست ريديك التطور العصبي لقرص الفرخ. لهذه التجارب، استخدمت الأجنة من دجاج بليموث روك. كان الهدف من تجاربها هو فهم مقدار تلك المنطقة من الدماغ التي تم تحديدها بالفعل وكم كان يعتمد على التفاعلات مع الأنسجة النامية المحيطة، مثل notochord ، somites ، وectoderm . دعمت نتائج هذه التجارب الفرضية القائلة بأنه في حين تم تحديد بعض جوانب النخاع ما بعد الأذن في الصيصان بالفعل، يجب أن يكون هناك تفاعل مستمر مع الأنسجة النامية المحيطة.
تناول العمل اللاحق العديد من المشاكل التقنية في تقييم تمايز الخلايا. لهذه التجارب، استخدم Reddick أجنة دجاج White Plymouth Rock. وكان أحد الأسئلة التي وجهها ما إذا كانت الخلايا العصبية في مرحلة ما بعد أذني كتكوت النخاع أصبحت المخلوي خلال تنمية. لمحاولة الحصول على خلايا عصبية تطور عمليات طويلة مرئية في مستوى واحد من التركيز تحت المجهر، استخدم ريديك تقنية «تشويه» تسطيح الأنسجة قبل إصلاحها وتلطيخها. ووجدت أيضًا أن ما كان يُعتقد أنه نوعان مختلفان من الخلايا، كان في الواقع نوعًا واحدًا من الخلايا في مراحل مختلفة من دورة الخلية. كانت بعض الخلايا انقسامية، والبعض الآخر في الطور البيني.
- ريديك ML (1937). التفريق بين أجزاء الأديم البياض في الكسب غير المشروع في الطعوم المشيمية . أطروحة لدرجة الماجستير في العلوم، جامعة أتلانتا. [7]
- ريديك ML (1944). تمايز النخاع الجنيني في الطعوم المشيمية. أطروحة، كلية رادكليف، جامعة هارفارد. [4]
- ريديك ML (1945). تمايز النخاع الجنيني في الطعوم المشيمية. مجلة علم الأعصاب المقارن . [10]
- ريديك ML (1951). تكوين الأنسجة للعناصر الخلوية في النخاع اللاحق للجنين. السجل التشريحي: التقدم في علم التشريح التكاملي والبيولوجيا التطورية . [11]